# Wilhelm Joseph von Weichs
Wilhelm Joseph von Weichs (* 1. September 1716; † 28. Mai 1786 in Paderborn) war Dompropst in Paderborn sowie Domherr in Münster und Hildesheim.

## Leben

### Herkunft und Familie
Wilhelm Joseph von Weichs entstammte als Sohn des Oberjägermeisters Franz Otto Freiherr von Weichs zu Körtlinghausen (1675–1738, Erbauer des Schlosses Körtlinghausen) und dessen Gemahlin Anna Theresia Agatha von Droste zu Füchten der westfälischen Adelsfamilie von Weichs. Sein Bruder Philipp Franz (1714–1755) war auch Domherr in Münster.

### Wirken
Im Jahre 1733 erhielt Wilhelm Joseph vom Kurfürsten Clemens August eine Dompräbende in Paderborn. Nach einem Studium an der Universität Trier erlangte er im Jahre 1750 nach dem Verzicht des Domherrn Clemens August von Twickel ein Domkanonikat in Münster. Am 21. März 1757 wurde er zum Domdechanten in Paderborn gewählt. 1763 wurde er auch Domherr in Hildesheim und im Jahre 1773 verzichtete er in Münster zugunsten seines Neffen Joseph Franz. Die Wahl zum Dompropst in Paderborn fiel auf den 2. Oktober 1775.